# Mykorrhiza

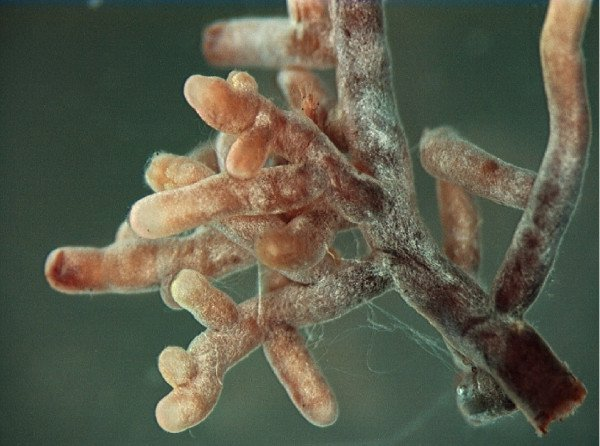
Wurzelspitzen mit Ektomykorrhiza mit einer Amanita-Pilzart

Als Mykorrhiza (altgr. μύκης mýkēs ‚Pilz‘ und ῥίζα rhiza ‚Wurzel‘; Mehrzahl Mykorrhizae oder Mykorrhizen) wird eine Form der Symbiose von Pilzen und Pflanzen bezeichnet, bei der ein Pilz mit dem Feinwurzelsystem einer Pflanze in Kontakt ist.

## Grundlagen
Die Mykorrhizapilze liefern der Pflanze Salze wie Phosphat und Nitrat sowie Wasser und erhalten ihrerseits einen Teil des durch die Photosynthese der (grünen) Pflanzen erzeugten Zuckers. In einem Buchenwald wird etwa ein Drittel der Photosynthese-Produkte durch die Mykorrhizapilze verbraucht. Im Unterschied zu anderen Bodenpilzen fehlen vielen Mykorrhizapilzen Enzyme, die nötig wären, um komplexe Kohlenhydrate abzubauen; sie werden mit den von der Pflanze aufgebauten Sacchariden versorgt. Die Mykorrhizapilze verfügen über ein im Vergleich zur Pflanze erheblich größeres Vermögen, Mineralstoffe und Wasser aus dem Boden zu lösen. Häufig wird die Wasser-, Stickstoff-
und Phosphat-Versorgung der betroffenen Pflanzen deutlich verbessert. Weiterhin bietet die Mykorrhizierung einen gewissen Schutz vor Wurzelpathogenen und oberirdischen Schädlingen, wie beispielsweise Blattläusen oder schädlichen Pilzinfektionen. Zudem erhöht sie auch die Trockenresistenz der Pflanzen, was vor allem an extremen Standorten von Vorteil sein kann.
Wegen ihrer Fähigkeit, Wasser und Salze direkt an die Wurzeln von Nutzpflanzen zu liefern, wird derzeit untersucht, ob sich die Pilze als Ersatz für Mineraldünger einsetzen lassen. Die statische Reichweite für die anorganischen Düngervorräte, vor allem des Phosphors, lag 2009 bei 50 bis 100 Jahren (Peak Phosphor). Mykorrhiza bildet möglicherweise eine Alternative dazu.
Zum optimalen Wachstum sind viele Pflanzenarten auf spezifische Mykorrhizapilze angewiesen. Aus evolutionsbiologischer Sicht ist jedoch weitgehend unklar, warum der Mykorrhizapartner immer als Mutualist auftreten sollte. Symbiosen sind generell anfällig für Ausbeuter und Täuscher, denn es ist immer kostengünstiger für den täuschenden Partner, die Vorteile der Partnerschaft zu nutzen (zum Beispiel leicht verdauliche Nährstoffe von der Pflanze), ohne eine Gegenleistung (zum Beispiel Mineralstoffe) zu liefern. Neuere Konzepte in der Mykorrhiza-Pflanzen-Symbiose gehen daher von einem Gradienten der Beziehungen aus, der von Mutualismus bis zu striktem Parasitismus reicht. Auch Pflanzen versuchen, von Mykorrhizapilzen zu profitieren, ohne Gegenleistungen zu erbringen. Mykorrhiza-Parasiten unter Pflanzen findet man unter Orchideen (zum Beispiel Korallenwurz und Vogel-Nestwurz) und chlorophyllfreien Schmarotzerpflanzen (zum Beispiel Corsia, Fichtenspargel). Die Erforschung der Mechanismen der gegenseitigen Manipulation und Täuschung zwischen Symbiosepartnern ist ein Forschungsgebiet der modernen Ökologie.
Die Symbiose von Landpflanzen mit Pilzen trat schon im Devon, also vor 400 Millionen Jahren auf. Von den Landpflanzen sind etwa 90 Prozent zur Mykorrhizabildung befähigt, wobei sich etwa 6000 Pilzarten mit Pflanzen vergesellschaften können. Es wird vermutet, dass die arbuskuläre Mykorrhiza (AM) überhaupt erst die Landbesiedelung durch die ersten terrestrischen Pflanzen ermöglichte. Dafür spricht auch der phylogenetische Befund, dass der gemeinsame Vorfahre aller Landpflanzen über Gene verfügte, die für die Ausbildung der arbuskulären Mykorrhiza erforderlich sind. Weltweit sind etwa 200 Arten von Arbuskulären Mykorrhizapilzen (siehe unten) beschrieben, die mit etwa 80 Prozent aller Landpflanzenarten in Symbiose stehen. Eine solche unspezifische Symbiose kann sich nur schwer nachträglich entwickelt haben. Begon, Harper und Townsend schreiben in ihrem Lehrbuch der Ökologie (1986) sogar: „Die meisten höheren Pflanzen haben keine Wurzeln, sie haben Mykorrhizen.“ (Im englischen Original: „Most higher plants do not have roots, they have mycorrhizae.“)

## Einteilung
Aufgrund spezifischer Eigenschaften werden die Mykorrhizen traditionell in drei verschiedene Gruppen eingeteilt. Eine andere Einteilung unterscheidet zwischen fünf mutualistischen (Ekto-, Ekt-Endo-, arbutoider, ericoider und arbuskulärer) und zwei antagonistischen (Orchideen- und monotropoider) Mykorrhizen (nach Smith & Read 1997, verändert).
Gemeinsam ist allen Formen, dass pilzliche Hyphen den Boden durchziehen und Nährstoffe zu den Pflanzen transportieren.

### Ektomykorrhiza

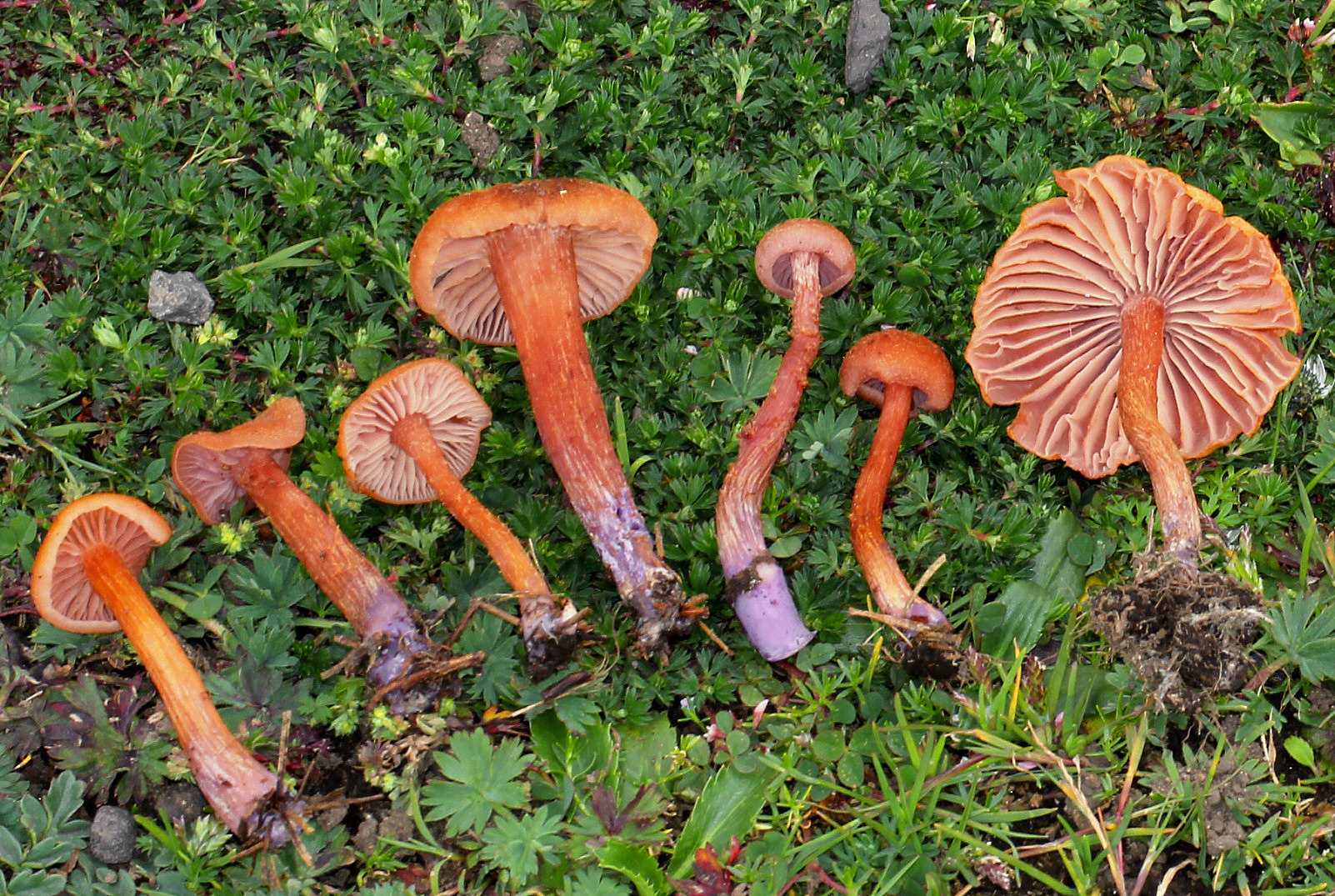
Zweifarbiger Lacktrichterling, ein Ektomykorrhiza-Pilz mit vollständig sequenziertem Genom

Ektomykorrhiza (ECM) stellt die in mitteleuropäischen Wäldern am häufigsten vorkommende Wurzelsymbiose dar. Das Mycel (Gesamtheit der sich verzweigenden Hyphen) bildet einen dichten Mantel (Scheide) um die jungen, unverkorkten Wurzelenden. Als Reaktion schwellen die Wurzelenden keulig an und entwickeln keine Wurzelhaare mehr. Die Pilzhyphen wachsen auch in die Wurzelrinde hinein, dringen aber nicht in die Wurzelzellen ein, sondern bilden in den Extrazellularräumen ein Netzwerk, das den Nährstoffaustausch zwischen Pilz und Pflanze erleichtert (Hartigsches Netz). Die Hyphen des Pilzes übernehmen die Aufgabe der fehlenden Wurzelhaare. Sie reichen bis weit in die Bodenmatrix hinein, sodass eine gute und umfangreiche Nährstoff- und Wasseraufnahme sichergestellt ist.
Zudem schützen die Mykorrhizen die Baumwurzel vor Infektionen durch das Eindringen von Bakterien oder anderer Pilze. Diese Form der Mykorrhiza ist typisch für Bäume aus den Familien der Birken-, Buchen-, Kiefern-, Weiden- und Rosengewächse. Pilzpartner sind meist Ständerpilze aus den Ordnungen Boletales und Agaricales, in seltenen Fällen Schlauchpilze wie die Trüffel und spezielle Becherlingsartige wie der Zedern-Sandborstling (Geopora sumneriana). Während die meisten Pflanzenpartner an geeigneten Standorten auch ohne Pilze gedeihen können, gibt es unter diesen einige, die obligat auf Pilze als Partner angewiesen sind. Es wird angenommen, dass sehr viele Großpilze zur Ektomykorrhiza fähig sind – in Mitteleuropa über 1000 Arten aus den Gattungen Schleierlinge, Täublinge und Milchlinge, Ritterlinge, Schnecklinge, Wulstlinge und Knollenblätterpilze sowie Pfifferlinge.

### Endomykorrhiza
Hier dringt ein Teil der Hyphen des Pilzes in die Zellen der Wurzelrinde des Pflanzenpartners ein. Letztere sind überwiegend krautige Pflanzen, nur in seltenen Fällen Bäume. Das Hyphennetz, das bei der Ektomykorrhiza die Wurzel umgibt, fehlt hier. Innerhalb der Zelle bilden die Pilze eine Art Haustorium aus. Dadurch können Nährstoffe und Wasser abgegeben und Kohlenhydrate aufgenommen werden. Pflanzenarten folgender Familien stehen fast immer mit einem Pilzpartner in Symbiose: Heidekraut-, Wintergrüngewächse und Orchideen. Die symbiotischen Pilze sind zumeist Ständerpilze aus der Ordnung Cantharellales sowie deren anamorphe Formen Rhizoctonia und Ceratorhiza. Zumindest bei Orchideen ist diese Form der Endomykorrhiza obligatorisch für ihre Entwicklung.

### Arbuskuläre Mykorrhiza
Arbuskuläre oder veraltet auch vesikulär-arbusculäre Mykorrhiza (kurz: VA-Mykorrhiza) ist eine besondere Form der Endomykorrhiza: typisch für diese häufigste Art von Mykorrhiza sind die Bildung von Arbuskeln – das sind verzweigte, zarte Hyphen in Bäumchenform innerhalb der Wurzelzellen. Manche Taxa bilden auch Vesikel – im Wurzelgewebe der Pflanze bilden sich dickwandige Pilzzellen. Die Zahl der Pflanzen, die von der AM profitieren können, ist sehr groß. Darunter sind viele Nutzpflanzen, deren durch die Symbiose gesteigerte Phosphat-Versorgung sich positiv auf den Ertrag auswirken kann. Die beteiligten Pilze ordnet man den Arbuskulären Mykorrhizapilzen in der neu geschaffenen Abteilung (Phylum) Glomeromycota zu. Die effektivsten Arbuskulären Mykorrhizapilze im Kampf gegen Arsen sind Glomus intraradices und Diversispora versiformis.

## Bedeutung für die Phosphat-Versorgung der Pflanzen
Von den drei anorganischen Haupt-Düngern (NPK) der Pflanzen ist besonders das Phosphat häufig der limitierende Faktor, weil es nicht wie das Kalium durchweg frei gelöst verfügbar ist und auch nicht wie das Nitrat aktiv aufgenommen werden kann, sondern nur passiv durch Diffusion. Um sich effektiv mit Phosphat versorgen zu können, müsste die Pflanzenwurzel daher immer weiter in noch nicht erschlossene Bereiche des Erdbodens vordringen, wenn ihr das nicht in den allermeisten Fällen die dafür viel besser geeigneten VA-Mykorrhizapilze abnehmen würden. In humosen Böden wie den Waldböden ist das Phosphat allerdings größtenteils in Form von Phytaten (Inosit-Phosphaten) organisch gebunden. Hier kommt die besondere Fähigkeit der Ektomykorrhiza-Pilze ins Spiel, Phosphat aus solchen organischen Verbindungen freizusetzen: Waldbäume bilden mykorrhizierte Wurzelgeflechte direkt unter der Laubschicht am Erdboden und decken auf diese Weise den Großteil ihres Phosphat-Bedarfs.

## Speicherung von Kohlenstoff
Mykorrhizapilze spielen eine entscheidende Rolle im globalen Kohlenstoffkreislauf durch ihre Fähigkeit, große Mengen an Kohlenstoffdioxid (CO2) zu binden. Laut Schätzungen einer Studie können Mykorrhiza-Pilze kurzfristig in einem Jahr mehr als 13 Milliarden Tonnen CO2 binden, was mehr als einem Drittel der Treibhausgas-Emissionen aus fossilen Brennstoffen weltweit (Stand: 2021) pro Jahr entspricht.
Dies geschieht durch eine Reihe von biochemischen Prozessen, die auf der symbiotischen Beziehung zwischen diesen Pilzen und den Wurzeln von Landpflanzen basieren. Die Pflanzen nehmen CO2 aus der Atmosphäre auf und wandeln es durch den Prozess der Photosynthese in Glukose um, eine einfache Zuckerform, die als Energiequelle für die Pflanze dient. Ein Teil dieser Glukose wird in komplexere organische Moleküle umgewandelt, die als Bausteine für das Wachstum der Pflanze dienen. Einige dieser organischen Moleküle werden von den Pflanzenwurzeln an die Mykorrhizapilze abgegeben, die in enger Symbiose mit ihnen leben. Die Pilze nutzen diesen Kohlenstoff, um ihr Myzel, das Netzwerk von feinen Pilzfäden, zu erweitern. Dies ermöglicht es ihnen, den Boden effektiver zu erkunden und Nährstoffe aufzunehmen, die sie dann an die Pflanze weitergeben. Dieser Prozess führt dazu, dass eine erhebliche Menge an Kohlenstoff in den Pilzen und im Boden gebunden wird, anstatt in die Atmosphäre zurückzukehren. Hierdurch bleibt jedoch nicht der gesamte Kohlenstoff, der von den Pilzen aufgenommen wird, dauerhaft gebunden. Ein Teil des Kohlenstoffs wird durch die Atmung der Pilze und anderer Mikroben im Boden wieder als CO2 freigesetzt. Ein weiterer Teil wird in kleinere Kohlenstoffmoleküle zerlegt und kann von Pflanzen wiederverwendet oder an Partikel im Boden gebunden werden.

## Mykorrhiza als Bioindikatoren für das Baumwachstum
Forschende der ETH Zürich und der Eidgenössischen Forschungsanstalt für Wald, Schnee und Landschaft WSL zeigten, dass die Wachstumsrate der Bäume mit der Artenzusammensetzung ihrer Mykorrhiza-Pilzgemeinschaften variierte. Bäume mit einer für sie «idealen» Pilzgemeinschaft wuchsen bis dreimal schneller als solche in «schlechten» Gemeinschaften. Dieser Effekt war unabhängig von anderen Wachstumsfaktoren wie Klima, Bestandsmerkmalen oder Stickstoffhaushalt im Boden.
Die Analysen der Pilzgene deuten darauf hin, dass der Unterschied auf die unterschiedlichen Strategien zurückgehen könnte, mit denen die Mykorrhizapilze Stickstoff erwerben: Pilzgemeinschaften in schnell wachsenden Wäldern besitzen mehr Gene für den Erwerb von Stickstoff in seiner anorganischen Form. Bei Gemeinschaften in langsam wachsenden Wäldern sind solche Gene häufiger, die dem Pilz ermöglichen, Stickstoff in seinen organischen Formen zu nutzen.
Einige Mykorrhizapilze besitzen auffällige Fruchtkörper, die man beim Begehen eines Waldstücks «einfach so» direkt erkennen kann. Beispielsweise ist der Ockertäubling (Russula ochroleuca) in schnell wachsenden Laub- und Nadelwäldern sehr häufig. Er ist besonders gut an die Aufnahme von anorganischem Stickstoff angepasst. Der essbare Maronen-Röhrling (Imleria badia) wiederum ist in schnell wachsenden Nadelbaumwäldern weit verbreitet. Eine Liste solcher Arten könnte dazu dienen, die Produktivität von Wäldern anhand der Häufigkeit der entsprechenden Pilz-Fruchtkörper im Unterholz auf einfache Weise mit einer Begehung einzuschätzen.
Wälder, in denen bestimmte Pilze mit unterschiedlichen Wachstumsraten der Bäume in Verbindung gebracht wurden, sollten intensiver überwacht werden. Diese Wälder, und die Lebensräume der Pilze in ihnen zu bewahren, dient nicht nur der Erhaltung der Pilze. Es schützt und fördert über den Einfluss der Pilze auf die Bäume auch Waldfunktionen wie etwa die Holzproduktion oder den Schutz vor Naturgefahren. In Zukunft könnten eben jene Pilze wichtig werden, die heute mit dem langsamen Wachstum von Bäumen in Verbindung gebracht werden, weil sie Stickstoff in seiner organischen Form aufschließen und dann aufnehmen. Weil es in Waldböden viel mehr organischen als anorganischen Stickstoff gibt, können sie «ihre» Bäume auch dann noch mit genügend Stickstoff versorgen, wenn der anorganische Stickstoff aufgrund der für die Zukunft erwarteten höheren Photosynthesetätigkeit knapp wird. Darauf deuten zumindest Gewächshaus-Experimente hin: In Versuchen unter den 2100 erwarteten CO2-Konzentrationen fördern Pilzarten, die organischen Stickstoff am besten nutzen, das Wachstum von Baumsämlingen am stärksten.

## Geschichte
Die Entdeckung der Mykorrhiza war ein mehrstufiger Prozess. In den Jahren 1840 bis 1880 erschienen verschiedene Einzelbeobachtungen, die mit dem Phänomen zu tun hatten. Erst Franz Kamieński (1881) und Albert Bernhard Frank (1885) erkannten das Gesamtbild korrekt und veröffentlichten Arbeiten mit eindeutig verlaufenden Experimenten. Das Wort Mykorrhiza wurde erstmals von Frank verwendet.
Heute gibt es in mehreren europäischen Ländern systematische Sammlungen von Mykorrhiza. Eine davon betreibt die landwirtschaftliche Forschungsanstalt Agroscope in Zürich, wo bereits die Hälfte der 100 in der Schweiz bekannten mykorrhizierenden Knäuelpilzarten vertreten sind. Sie wachsen in Töpfen, die mit Ölbindemittel gefüllt sind. Das poröse Granulat ist in feuchtem Zustand ein ideales Substrat, um die Pilze am Leben zu erhalten. Anhand solcher Sammlungen können die Forschenden jede einzelne Art auf ihre Eigenschaften untersuchen. Ziel ist es unter anderem herauszufinden, welche Pilzarten mit welchen Pflanzen ein Nährstoffnetzwerk bilden. Dieses Wissen könnte der biologischen Landwirtschaft, der Unkrautbekämpfung oder der Begrünung von Flachdächern von Nutzen sein.